# Río Aguaytía
Der Río Aguaytía ist ein etwa 393 km langer linker Nebenfluss des Río Ucayali in Ost-Peru. Er durchfließt die Provinzen Padre Abad und Coronel Portillo der Region Ucayali.

## Flusslauf
Der Río Aguaytía entspringt an der Ostflanke der Cordillera Azul, einem Gebirgszug der peruanischen Ostkordillere, auf einer Höhe von etwa 1700 m. Er fließt anfangs 20 km in östlicher Richtung. Anschließend durchfließt er den westlichen Randbereich des Amazonasbeckens, 80 km in nördlicher Richtung, später in nordnordöstlicher und schließlich in nordöstlicher Richtung. Auf den unteren zwei Dritteln seiner Fließstrecke bildet der Río Aguaytía zahlreiche Flussschlingen und Altarme aus. Streckenweise bildet er zusätzlich noch Nebenarme aus.
Bei Flusskilometer 334 trifft der Río Yuracyacu von Westen kommend auf den nach Norden fließenden Río Aguaytía. Bei Flusskilometer 327 liegt die Stadt Aguaytía am linken Flussufer. Die Nationalstraße 5N nach Pucallpa überquert hier den Fluss. Bei Flusskilometer 289 mündet der Río Shambo von Westen kommend in den Río Aguaytía. Bei Flusskilometer 280 liegt die Ureinwohnergemeinde Santa Rosa am rechten Flussufer des rechten Flussarms Quebrada Raya. Bei Flusskilometer 244 trifft der Río Gradayacu (im Oberlauf: Río Santa Ana) von links auf den Río Aguaytía. Bei Flusskilometer 170 mündet der Río San Alejandro, bei Flusskilometer 122 der Río Neshuya in den Río Aguaytía, beide von rechts. Bei Flusskilometer 160 liegt die Kleinstadt Curimaná am rechten Flussufer. Die letzten 120 Kilometer verläuft der Fluss innerhalb der Provinz Coronel Portillo. 80 km oberhalb der Mündung liegt die Kleinstadt Nueva Requena am rechten Flussufer. Bei Flusskilometer 60 trifft noch der Río Juantia von links auf den Río Aguaytía. Dieser mündet schließlich auf einer Höhe von etwa 137 m 38 km nordnordwestlich von Pucallpa in den nach Norden strömenden Río Ucayali.

## Einzugsgebiet und Hydrologie
Der Río Aguaytía entwässert ein Areal von etwa 12.000 km². Das Einzugsgebiet erstreckt sich von der Cordillera Azul im Westen bis zum Río Ucayali im Osten. Jenseits der Cordillera Azul fließt der Río Huallaga nach Norden. Im Süden grenzt das Einzugsgebiet des Río Aguaytía an das des Río Pachitea, im Norden an das des Río Pisqui. Der mittlere Abfluss des Río Aguaytía liegt bei etwa 880 m³/s.

## Fischfauna
Im Flusssystem des Río Aguaytía wurden während einer Studie zwischen 1942 und 2009 insgesamt 211 Fischarten aus 28 Familien und 9 Ordnungen nachgewiesen. 60 Prozent der Arten gehören zu den Salmlerartigen (Characiformes), darunter 98 Arten der Echten Salmler (Characidae), 20 Prozent zu den Welsartigen (Siluriformes), darunter 29 Vertreter der Harnischwelse (Loricariidae), sowie 10 Prozent zu den Buntbarschen (Cichlidae). Eine erst Ende des 20. Jahrhunderts beschriebene Art ist der Inka-Steinbuntbarsch (Tahuantinsuyoa macantzatza).